# Mila Schön
Mila Schön, nata Maria Carmen Nutrizio (Traù, 28 settembre 1916 – Quargnento, 5 settembre 2008), è stata una stilista italiana.

## Biografia
Nata da una famiglia agiata (il padre era farmacista e la madre apparteneva alla famiglia degli industriali zaratini Luxardo), venne alla luce il 28 settembre 1916 in Dalmazia durante la prima guerra mondiale. L'impero austro-ungarico si sarebbe presto dissolto e la città di Traù, assieme a gran parte della regione dalmata, fu assegnata al neocostituito Regno dei Serbi, dei Croati e degli Sloveni (la futura Jugoslavia) pochi anni dopo la sua nascita. Fu così che nel 1920 Maria si trasferì a Trieste con i genitori e il fratello Stefano, destinato a diventare uno tra i più conosciuti giornalisti del dopoguerra.
Compiuti gli studi a Trieste, nell'immediato secondo dopoguerra si trasferì poi a Milano con il marito, il commerciante magnate Aurelio Schön. Si godettero la ricchezza per qualche anno, fino a che il marito cadde in disgrazia e si separarono. Di nuovo povera ma ancora terribilmente appassionata di quei capi che non poteva più permettersi Maria iniziò a copiare i modelli dei grandi stilisti, come Dior, Balenciaga e Chanel ed affidarli a delle sarte. Cominciò disegnando per le sue amiche appartenenti alla ricca borghesia milanese. Con il tempo i capi che disegnava ebbero un grande successo, con una richiesta sempre in aumento. Nel 1958 fondò il suo primo atelier e sette anni più tardi, nella celebre cornice delle sfilate di Palazzo Pitti, lanciò la sua prima collezione di abiti femminili che le permise di fare il gran salto nel mondo dell'alta moda. La sua prima collezione, piena di sfumature viola, venne apprezzata addirittura dal New York Times. Negli anni settanta cominciò a creare collezioni di moda pronta sia femminile che maschile.
Nel 1966 Mila Schön viene premiata con il Neimann Marcus Award, l'oscar del mondo della moda. Il suo successo negli Stati Uniti d'America esplose, tanto che vestì le donne più belle e importanti dell'epoca, tra cui Marella Agnelli e Lee Radzwill, sorella di Jackie Kennedy.

1969: sfilata di modelle con la nuova divisa di hostess Alitalia firmata da Mila Schön

Nel 1981 Mila Schön ampliò il business del marchio per esplorare nuove frontiere oltre a quella dell'abbigliamento, la maison produsse così il suo primo profumo, chiamato Haute Couture. Alla produzione si aggiunsero anche abiti, accessori, pelletteria, piastrelle.
Negli anni '90 il brand entrò in un periodo di forte crisi, che si risolvette con la cessione del marchio al colosso giapponese Itochu. Maria Carmen rimase comunque alla guida artistica di Mila Schön. L'accordo con Itochu prevedeva che la licenza del marchio venisse poi ceduta al Gruppo Mariella Burani, accordo che si concluse prematuramente nel 2008.
Nel 1985 ricevette a Venezia uno speciale leone d'oro per la moda in occasione della Mostra del cinema. Due anni dopo le fu consegnata la medaglia d'oro dal Comune di Milano. Nel 1990 le è stato conferito il premio San Giusto d'Oro dai cronisti del Friuli Venezia Giulia. 
Ancora oggi, il marchio Mila Schön è rimasto un punto di riferimento della moda sobria ed elegante. 
La scomparsa della stilista è avvenuta un paio di settimane prima della mostra antologica organizzata in suo onore a Milano nelle sale di Palazzo Reale.

## Rapporto con l'arte
Mila Schön è sempre stata un'appassionata di arti figurative del '900 (come Fontana e Schifano, tra gli artisti più presenti nella sua collezione personale), e proprio questa passione ha fortemente influenzato il suo stile. La moda Mila Schön è sempre stata caratterizzata da una ricerca artistica curata ma allo stesso tempo senza fronzoli. Le forme (onde, cerchi concentrici...) e l'uso dei colori ricorda le opere di artisti moderni come Pollock, Klimt, Calder. Nel 1969 dedicò una sua collezione ai Tagli di Lucio Fontana, e sempre questo artista ispira l'invenzione del double che porterà Mila Schön alla fama mondiale.
Nel 1990 invece dedicò la collezione della primavera/estate a Calder, prendendo spunto dalle sue sculture mobili, destinate ad essere spostate dall'aria: i Mobiles. Mila Schön replicò i Mobiles in forma bidimensionale e policroma, in attesa che questi vengano modificati dal movimento di chi indosserà l'abito, che in questo caso è un'opera d'arte vera e propria. Il tema della dinamicità dell'arte è molto caro a Mila Schön, che lo sviluppò anche nella collezione Prèt à porter autunno/inverno 1998/99.
Nel 1998/99 uno degli abiti Mila Schön di collezione privata è stato protagonista della mostra “Cubism and Fashion” al Metropolitan Museum di New York, adesso l'abito è parte della collezione permanente del museo.